# Francis Gary Powers
Francis Gary Powers (17 de agosto de 1929-1 de agosto de 1977) fue un piloto estadounidense derribado por la Unión Soviética mientras realizaba un vuelo espía sobre ese país en 1960. Fue capturado y condenado a diez años de prisión. A los dos años fue liberado en un canje de espías con los Estados Unidos.

## Su vida
Nació en Jenkins, Kentucky, pero se crio en Pound, Virginia, área limítrofe de ambos estados. Tras graduarse en el Milligan College en el este de Tennessee, se alistó a la Fuerza Aérea de los Estados Unidos en 1950. Al completar su entrenamiento, fue destinado al Escuadrón Estratégico 468, estacionado en la Base Turner de la Fuerza Aérea en Georgia, donde cumplió su cometido de piloto de F-84 Thunderjet. 
Fue enviado a la guerra de Corea, pero de acuerdo con su hijo, fue reclutado por la CIA debido a su sobresaliente registro de vuelo en aviones monomotor. Tras recuperarse de una enfermedad, abandonó la Fuerza Aérea con el rango de capitán en 1956 y se unió al programa U-2 de la CIA.

## Piloto de la CIA
Los pilotos de U-2 llevaban a cabo misiones de espionaje sobre varios países, entre ellos la Unión Soviética; las misiones incluían vigilancia y fotografía de instalaciones militares y otros objetivos de inteligencia.
El U-2 de Francis Gary Powers estaba estacionado en Pakistán, y fue derribado por un misil tierra-aire el 1 de mayo de 1960 sobre Sverdlovsk; fue condenado por espionaje contra la Unión Soviética y sentenciado a tres años de cárcel y siete de trabajos forzados. 
Sin embargo, el 10 de febrero de 1962, a 21 meses de su captura, fue intercambiado junto con el estudiante estadounidense Frederic Pryor en un canje de espías por el coronel Vilyam Genrikhovich Fisher, del KGB (conocido como Rudolf Abel) en Potsdam, Alemania.

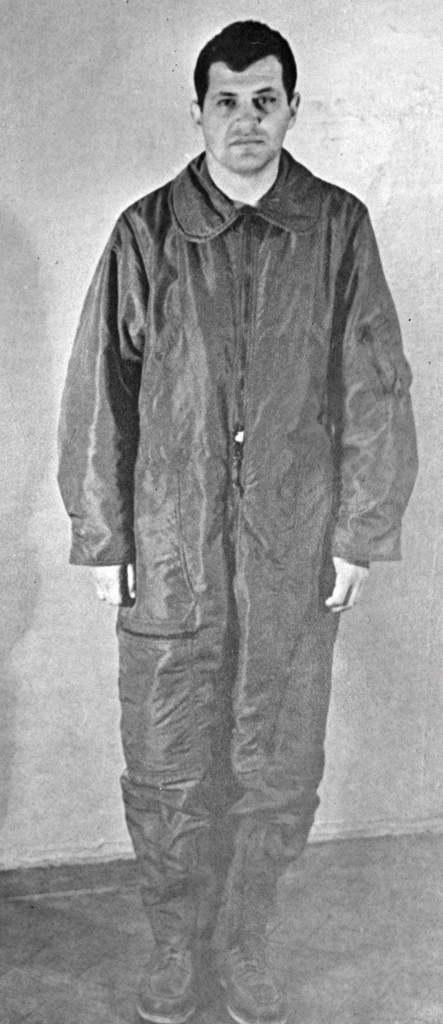
Fotografía de Powers mientras estaba bajo custodia de la Unión Soviética

### Controversia

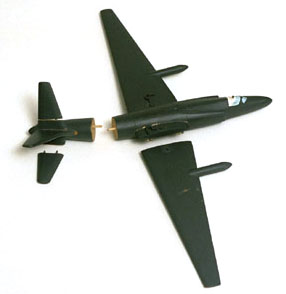
Modelo de madera del U-2, uno de los usados para testificar ante el Comité del Senado. Las alas y la popa están separadas para demostrar el daño que habían hecho los misiles S-75 Dvina en el avión.

Al regresar a Estados Unidos fue criticado por no haber activado el mecanismo de autodestrucción de la aeronave, que hubiera destruido la cámara, negativos y otro material clasificado, antes de ser capturado. También se le criticó por no usar la aguja de suicidio que proporciona la CIA a los agentes en misiones de riesgo. Esta aguja, oculta en un dólar de plata, podía usarse para evitar el sufrimiento de ser torturado en caso de ser capturado por el enemigo.
Luego de ser interrogado por la CIA, la compañía Lockheed (fabricantes del U-2) y la fuerza aérea de los EE. UU., compareció ante los senadores Richard Russell, Prescott Bush y Barry Goldwater el 6 de marzo de 1962. En tales comparecencias, se determinó que Powers había seguido órdenes, no había divulgado información crítica a los soviéticos y había actuado como "un buen joven bajo circunstancias peligrosas".

### Muerte y homenaje póstumo
Al volver, trabajó para Lockheed como piloto de pruebas desde 1963 hasta 1970, año en el que publicó un libro acerca del incidente. Murió en un choque de helicópteros cerca de Los Ángeles en 1977, mientras trabajaba como reportero para una estación de televisión local. Le sobreviven su esposa Sue y dos hijos, Dee y Francis Gary Jr. Fue sepultado en el Cementerio Nacional de Arlington. En 1987, diez años después de su muerte y 25 después de su retorno, fue condecorado con la "Distinguished Flying Cross".

### Cita
A menudo, al cuestionársele a qué altura volaba cuando fue derribado, se limitaba a decir que "no lo suficientemente alto".

## En la cultura popular
Francis Gary Powers fue interpretado por el actor Lee Majors en la película Francis Gary Powers: The True Story of the U-2 Spy Incident, de 1976, que trata sobre su derribo sobre la Unión Soviética, su juicio y posterior intercambio por otro espía.
En 2015, fue interpretado por el actor Austin Stowell en la película estadounidense El puente de los espías (Bridge of Spies), dirigida por Steven Spielberg, en la que se explican los incidentes de las negociaciones para el intercambio del espía ruso capturado en los EE. UU, Rudolph Abel, por Powers y Frederic Pryor, en Berlín, con Tom Hanks como el negociador James Donovan.